# گرته‌برداری معنایی
گرته‌برداری معنایی به ترجمهٔ دو یا چند معنای مختلفِ یک واژهٔ بیگانه به یک واژهٔ واحد در زبان خودی می‌گویند. برخی واژه‌ها در هر زبانی دارای معانی گوناگونی هستند و به ازای هریک از این معانی نیز، واژه‌های مستقل و متفاوتی در زبان‌های دیگر هست که مترجم در هر مورد باید یکی از آن‌ها را که به منظور نویسنده نزدیکتر است، انتخاب کند و در ترجمهٔ خود بیاورد.
برای مثال، در فارسی، «پا» هم به قسمتی از بدن که از لگن تا نوک انگشتان امتداد دارد گفته می‌شود و هم به آن قسمت از بدن که توسط کفش پوشانده می‌شود. اما در انگلیسی به قسمت اولی «leg» و به قسمت دومی «foot» می‌گویند. هنگامی که مترجم برای برگردان این دو کلمهٔ متفاوت به فارسی، از یک واژه (پا) استفاده می‌کند، «گرته‌برداری معنایی» انجام داده است. به بیان دیگر، در هر زبانی بعضی واژه‌ها چندین معنی دارند، که ممکن است در زبانی دیگر چندین واژه برای این معانی وجود داشته باشد.
در بسیاری از موارد برای انتقال مفاهیم از زبانی به زبان دیگر، چاره‌ای جز گرته‌برداری معنایی نیست؛ مثلاً کلمهٔ «جبهه» (وام‌واژهٔ عربی) در فارسی به معنای «پیشانی» و در معنای وسیعتر به معنای «قسمت پیشین هر شیء نسبتاً بزرگ» به کار می‌رود و در این معنا برابر است با واژهٔ «front» فرانسوی، که در عین حال به معنای دیگری نیز در این زبان به کار می‌رود: «صف مقدّم سپاهیان در میدان جنگ» و توسّعاً «منطقه‌ای که دو طرف متخاصم در حال جنگیدن هستند». معانی اخیر از سالیان پیش با همان کلمهٔ «جبهه» به فارسی ترجمه شده است و اکنون رواج همگانی یافته است.
امّا گرته‌برداری معنایی غالباً به روح زبان مقصد آسیب می‌رساند؛ به‌ویژه در مواردی که واژه مناسب دیگری در زبان مقصد وجود داشته باشد. چون گرته‌برداری معنایی، بیشتر به صورت پوشیده و تقریباً بدون اطلاع اهل زبان صورت می‌گیرد، گاهی ممکن است زیان‌های جبران‌ناپذیری به بار آورد. خطر آن را نباید کمتر از وام‌واژه‌ها دانست؛ زیرا اگر دامنهٔ نفوذ آن گسترش یابد، ممکن است باعث آشفتگی مفاهیم شود و اهل زبان از فهم سخن یکدیگر ناتوان شوند؛ چنانچه که امروزه از فهم بسیاری از نوشته‌های یکدیگر عاجزیم. در این مقاله به ذکر چند نمونه از گرته‌برداری معنایی نابه‌جا در فارسی اشاره شده است.

## نرخ
«نرخ» در فارسی به معنای «بهای کالا در مظنّهٔ رایج بازار» است؛ مثلاً هنگامی که می‌گویند «نرخ دلار چقدر است؟»؛ یعنی «امروز دلار را در بازار به چه قیمت معامله می‌کنند؟» بنابراین اگر در جایی بخوانیم: «نرخ تولید کتاب بسیار بیشتر از آن است که بتوان همهٔ کتابها را تهیه و در کتابخانه نگهداری کرد». فقط می‌توانیم این معنی را از آن برداشت کنیم که: امروزه قیمت تولید کتاب چنان گران است که کسی نمی‌تواند، همهٔ کتاب‌ها را بخرد و در کتابخانه نگهداری کند. البته منظور نویسنده این نیست، بلکه می‌خواهد بگوید که «میزان (یا سرعت) تولید کتاب چنان است که دیگر نمی‌توان همهٔ کتابها را در کتابخانه‌ای گردآورد». این معنای جدید «نرخ» که از گرته‌برداری از زبان‌های فرنگی (به فرانسوی: taux) است، در فارسی به کار نرفته است و در بیشتر موارد به جای آن می‌توان از «میزان» استفاده کرد.

## رنج بردن
اگر گفته شود که «فلانی از فشار خون رنج می‌برد». هنگامی این جمله درست است که واقعاً آن شخص به خاطر فشار خون عملاً دچار رنج‌های جسمی یا روحی شده باشد، ولی معمولاً این جمله به این معناست که «فلانی به فشار خون مبتلا است». حتی گاهی این جمله‌های خنده‌آور شنیده می‌شود: «این کتاب از بی‌نظمی عجیبی رنج می‌برد».

## برخوردار بودن
این اصطلاح در فارسی فقط می‌تواند دربارهٔ امور خوب و مثبت به کار رود، مانند «فلانی از سلامت جسمی برخوردار است» یا «این خانه از چشم‌انداز زیبایی برخوردار است». پس همان‌طور که نمی‌توانیم بگوییم که «این خانه از چشم‌انداز زشتی برخوردار است»، درست نیست بگوییم که «در جبههٔ جنوبی، آتش توپخانه از شدت بیشتری برخوردار بود»، مگر اینکه آتش جنگ را چیز پسندیده‌ای بدانیم؛ بلکه به جای آن به آسانی می‌توان گفت: «آتش توپخانه شدّت بیشتری داشت».

## بها دادن
«بها دادن» در فارسی به معنای «قیمت پرداختن» است. از مدتی پیش، اصلاح «بها دادن»، به معنای «ارزش گذاشتن» و «اهمّیّت دادن» رواج شگفت‌انگیزی یافته است؛ مثلاً گفته می‌شود که: «ما به تکامل فکری بشر بها می‌دهیم» یا «نباید به سخن اینها بها داد». در کنار این کاربرد، «پربها دادن» و «کم‌بها دادن» نیز که کاملاً یاوه و بی‌معنا است، در زبان‌ها افتاده است؛ مثلاً می‌گویند «هنرمندان به ابداع و ابتکار، پربها می‌دهند»؛ در حالی که مانند همهٔ مردم فارسی‌زبان می‌توان گفت: «هنرمندان به ابداع و ابتکار، اهمّیّت می‌دهند».

## باید
از حدود یک سدهٔ پیش، که ترجمهٔ زبان‌های اروپایی به فارسی رواج یافت، برخی از گرته‌برداری‌های معنایی چنان در زبان فارسی نفوذ کرده است که شاید کمتر کسی بداند که این معانی جدید قبلاً در زبان نبوده است. برای نمونه، فعل «بایستن» قابل توجه است. این فعل در گذشته به معنای «موظّف بودن» و «ناچار بودن» و گاهی «شایسته بودن» به کار می‌رفته است. امّا در فارسی امروز به معنای «احتمال» نیز به کار می‌رود؛ مثلاً جمله «بهروز باید اینجا باشد»، به معنای «بهروز ظاهراً اینجا است»، می‌باشد. این معنای جدید «بایستن» که زبان‌های کشورهای غربی به خصوص از کاربرد مشابه فعل devoir در زبان فرانسوی گرته‌برداری شده است، در کنار معانی دیگر آن ایجاد ابهام می‌کند. برای مثال جملهٔ «بهروز باید اینجا باشد»، دقیقاً معلوم نیست که به چه معناست؛ آیا بهروز لازم است که اینجا باشد؟ یا ظاهراً اینجاست؟